# Symplectoscyphus macrogonus
Symplectoscyphus macrogonus is een hydroïdpoliep uit de familie Sertulariidae. De poliep komt uit het geslacht Symplectoscyphus. Symplectoscyphus macrogonus werd in 1928 voor het eerst wetenschappelijk beschreven door Trebilcock. 